# كارلوس بيلباو
كارلوس بيلباو (بالإنجليزية: Carlos Bilbao)‏ هو سياسي أمريكي، ولد في 14 نوفمبر 1936 في إيميت في الولايات المتحدة. حزبياً، نشط في الحزب الجمهوري. وقد انتخب عضو مجلس نواب ايداهو.